# Mikayla Smyth
Mikayla Smyth (* 14. April 2005 in Auckland) ist eine neuseeländische Skirennläuferin.

## Biographie
Smyth erlernte das Skifahren im Alter von vier Jahren am Coronet Peak. Ihr internationales Renndebüt gab sie am 16. September 2021 bei einem FIS-Slalom in Cardrona, wobei ihr mit Rang drei auf Anhieb eine Podestplatzierung gelang. Und nur etwas mehr als zwei Wochen später gewann Smyth bei den neuseeländischen Meisterschaften ihren ersten Titel im Slalom.
Ihr erstes internationales Großereignis bestritt sie im März 2022 bei den Weltmeisterschaften in Panorama, wobei sie mit Rang 35 im Slalom ihr bestes Ergebnis erreichte. Bis zu diesem Zeitpunkt war sie hauptsächlich bei FIS-Rennen in den USA an den Start gegangen.
2023 nahm Smyth erstmals an einer Alpinen Skiweltmeisterschaft teil. Bei den Wettkämpfen in Courchevel bzw. Méribel schied sie jedoch im Slalom aus und blieb so ohne Platzierung.
Ihren ersten Sieg bei einer kontinentalen Rennserie feierte sie am 8. Dezember 2023 beim Slalom von Wanglong im Rahmen des Far East Cups.
Am 16. Januar 2024 gab Smyth beim Slalom von Flachau ihr Weltcupdebüt, wobei sie jedoch bereits im ersten Durchgang ausschied.

## Erfolge

### Weltmeisterschaften
- Courchevel/Méribel 2023: DNF Slalom

### Juniorenweltmeisterschaften
- Panorama 2022: 35. Slalom, 49. Riesenslalom
- St. Anton 2023: DNF Riesenslalom, DNF Slalom
- Haute-Savoie 2024: DNF Riesenslalom, DNF Slalom

### Australian New Zealand Cup
- Saison 2022: 6. Slalomwertung
- Saison 2023: 6. Slalomwertung, 8. Gesamtwertung
- 6 Platzierungen unter den besten 10

### Far East Cup
- Saison 2023/24: 5. Slalomwertung
- 3 Podestplätze, davon 2 Siege

| Datum            | Ort            | Land                | Disziplin |
| ---------------- | -------------- | ------------------- | --------- |
| 8. Dezember 2023 | Wanglong       | Volksrepublik China | Slalom    |
| 29. Februar 2024 | Sugadairakogen | Japan               | Slalom    |

### Weitere Erfolge
- Neuseeländische Meisterin im Slalom (2021, 2022, 2024)
- Neuseeländische Vizemeisterin im Slalom (2022)
- 4 Siege bei FIS-Rennen